# Luka Koblar
Luka Koblar, slovenski nogometaš, * 8. avgust 1999, Maribor.
Koblar je profesionalni nogometaš, ki igra na položaju branilca. Od leta 2024 je član italijanskega kluba Novara. Pred tem je igral za slovenska kluba Maribor in Aluminij ter italijanska Frosinone in Potenze. Skupno je v prvi slovenski ligi odigral 55 tekem. Bil je tudi član slovenske reprezentance do 19 in 21 let.